# Sauce (distrito)
Sauce é um distrito do Peru, departamento de San Martín, localizada na província de San Martín.

## Transporte
O distrito de Sauce não é servido pelo sistema de estradas terrestres do Peru.